# Palesteena
(Con Conrad, Palesteena, 1920)
Palesteena (o Lena from Palesteena) è un brano musicale, registrato per la prima volta nel 1920 dai musicisti della Original Dixieland Jazz Band di New Orleans. Nelle esecuzioni successive il pezzo fu abbinato a un testo scritto dal produttore e paroliere Con Conrad.
La melodia di Palesteena è fortemente influenzata dal klezmer, genere musicale di tradizione ebraica, e il testo ha un contenuto umoristico. Nel 1980 il regista e attore Woody Allen (di origini ebraiche) ha inserito il brano nella colonna sonora del suo film Stardust Memories.